# Mercury Grand Marquis
Mercury Grand Marquis – samochód osobowy klasy pełnowymiarowej produkowany pod amerykańską marką Mercury w latach 1979 – 2011.

## Pierwsza generacja

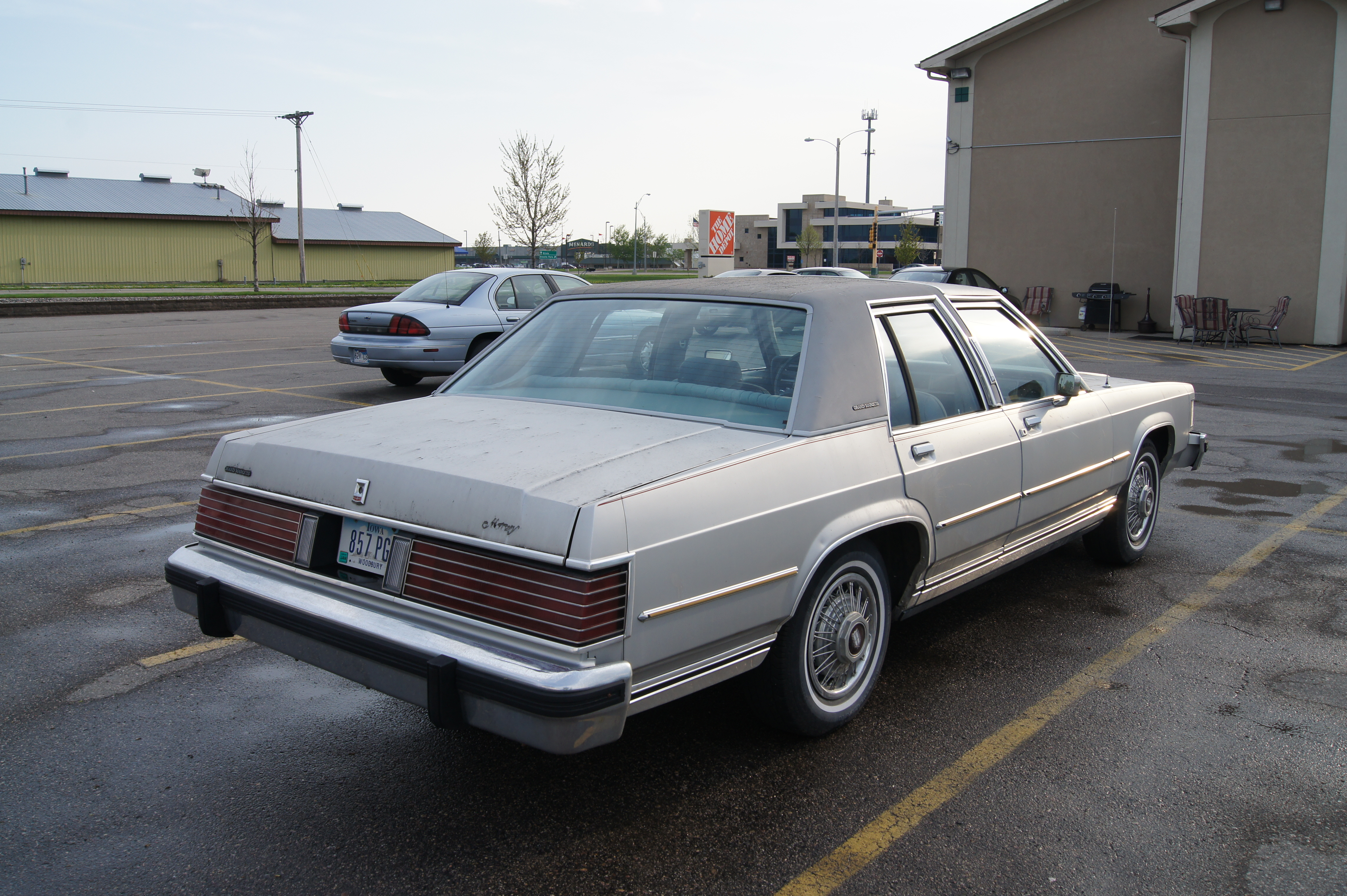
Mercury Grand Marquis I - tył

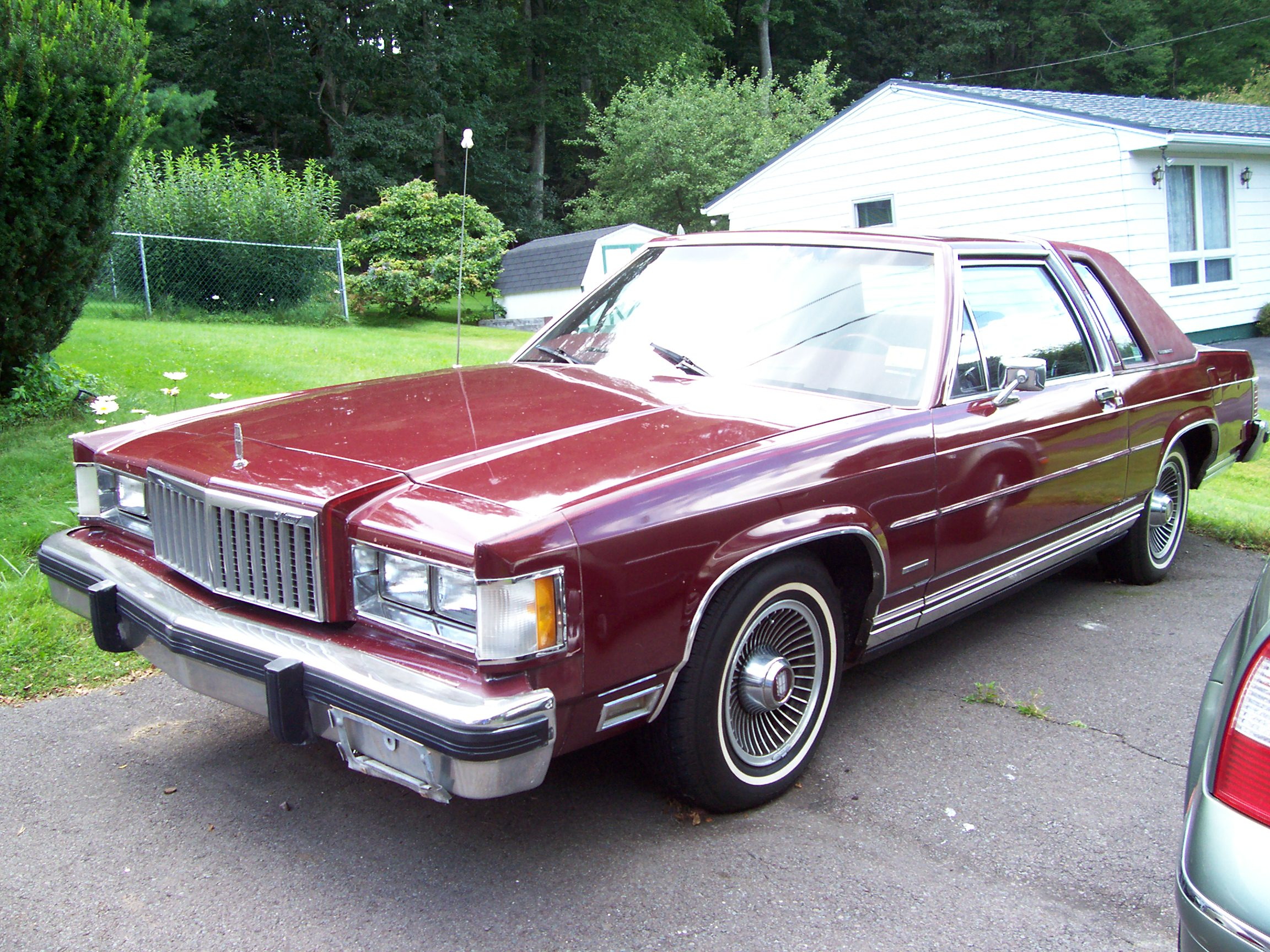
Mercury Grand Marquis I Coupe

Mercury Grand Marquis I został zaprezentowany po raz pierwszy w 1979 roku.
W 1979 roku Mercury postanowiło użyć nazwy Grand Marquis po raz pierwszy nie dla luksusowej odmiany modelu Marquis, lecz dla samodzielnego modelu, który stał się jego następca. Pierwsza generacja Grand Marquis została utrzymana w charakterystycznych dla ówczesnych modeli marki, kanciastych proporcjach.

### Silniki
- V8 4.9l Windsor
- V8 5.8l Windsor

### Dane techniczne
- V8 4,9 l (4942 cm³), 2 zawory na cylinder, OHV
- Układ zasilania: wtrysk EFi
- Średnica cylindra × skok tłoka: 101,60 mm × 76,20 mm
- Stopień sprężania: 8,9:1
- Moc maksymalna: 162 KM (119 kW) przy 3200 obr./min
- Maksymalny moment obrotowy: 380 N•m przy 2200 obr./min

## Druga generacja

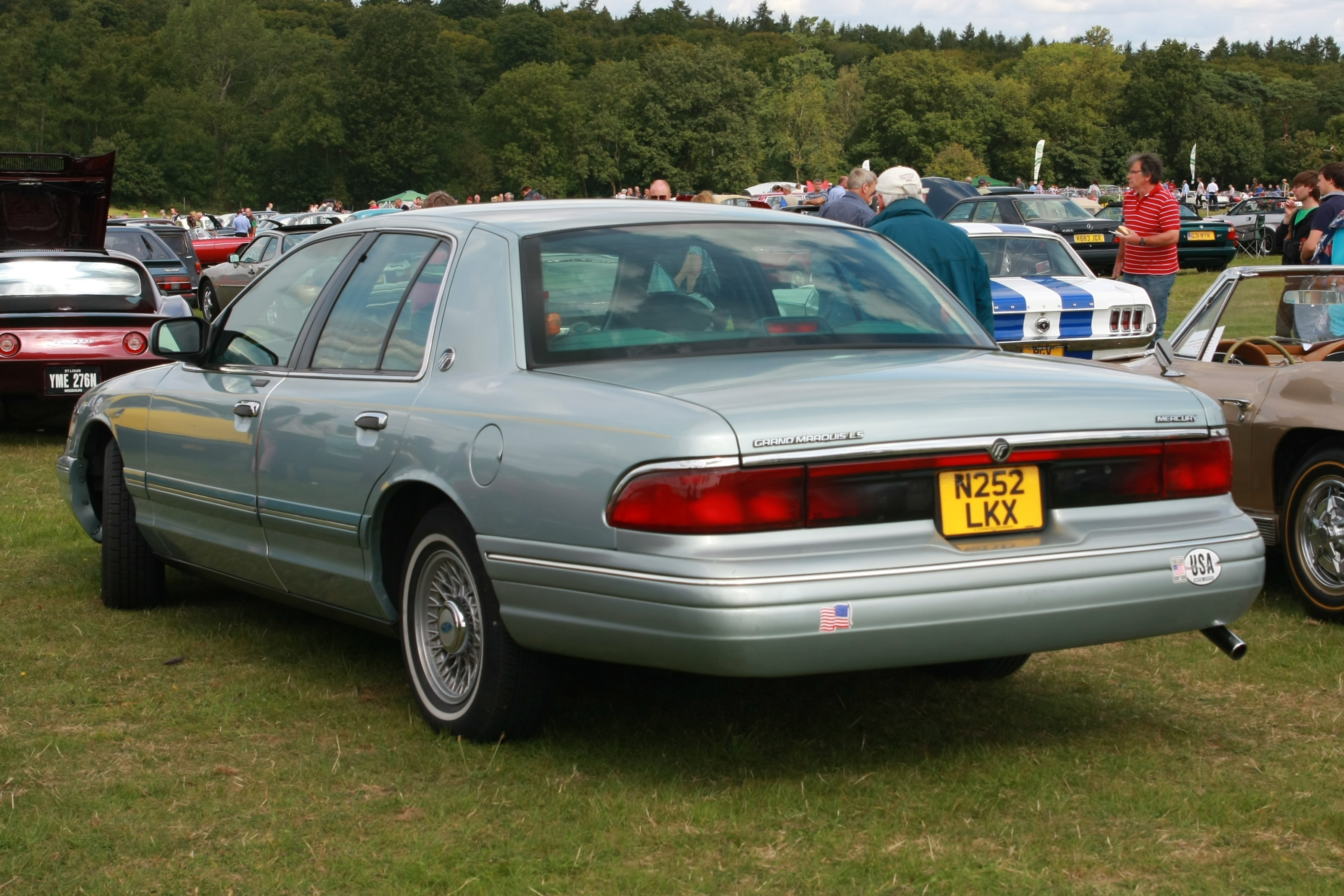
Mercury Grand Marquis II - tył

Mercury Grand Marquis II został zaprezentowany po raz pierwszy w 1991 roku.
Po 12 latach produkcji dotychczasowego modelu, w styczniu 1991 roku Mercury zaprezentowało zupełnie nowego Grand Marquisa. Druga generacja przeszła duże zmiany, powstając w myśl nowego kierunku stylistycznego dzielonego z bliźniaczym Fordem Crown Victoria. 
Pojazd zyskał bardziej zaokrąglone proporcje, a także charakterystyczne, podłużne reflektory i jednoczęściowe tylne lampy biegnące przez całą szerokość pasa tylnego. Zbudowanie na nowej platformie koncernu Forda przełożyło się na wyraźnie szersze i dłuższe nadwozie, z charakterystyczą podłużną klapą bagażnika.

### Silnik
- V8 4.6l Modular

## Trzecia generacja

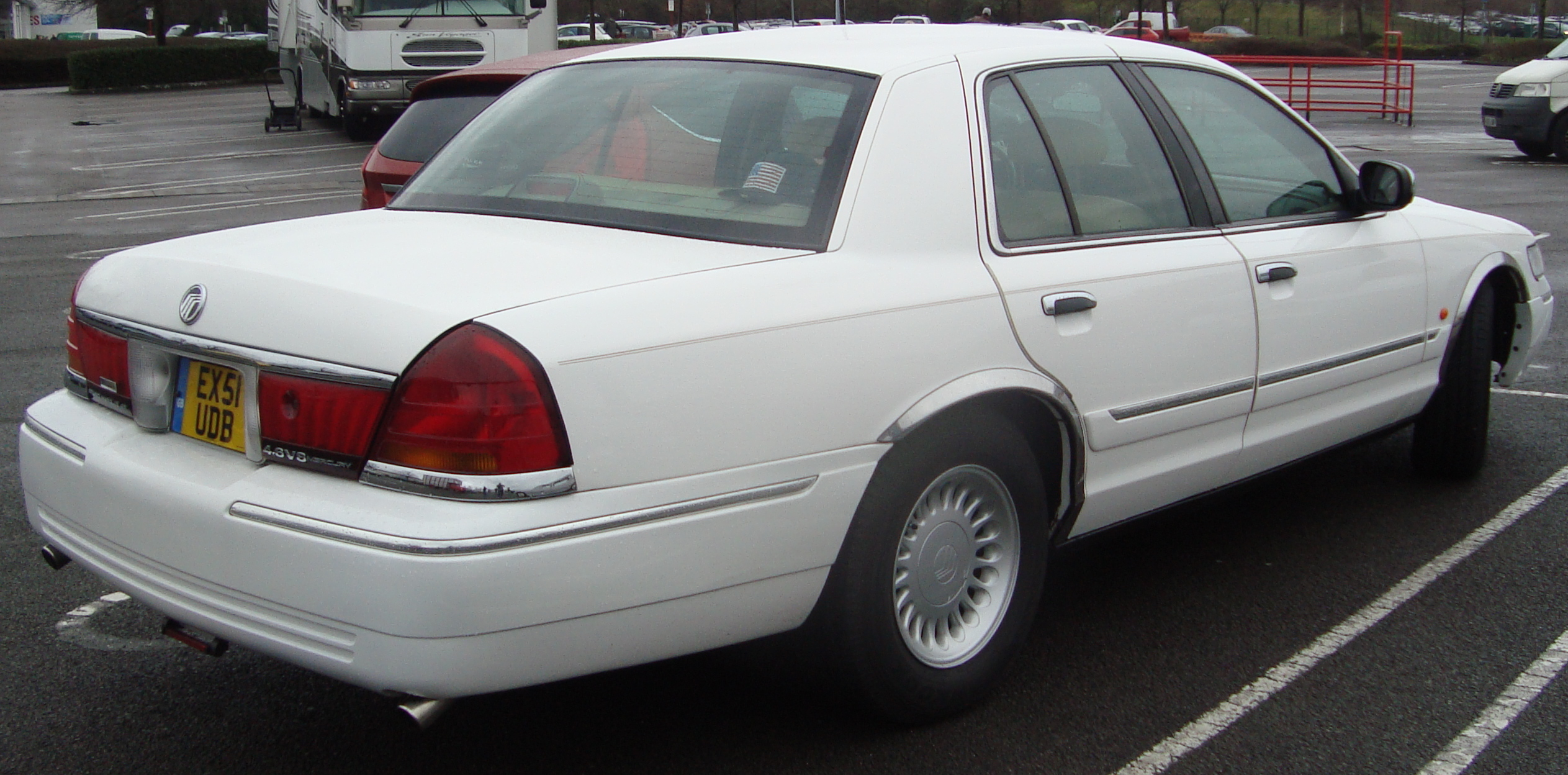
Mercury Grand Marquis III - tył

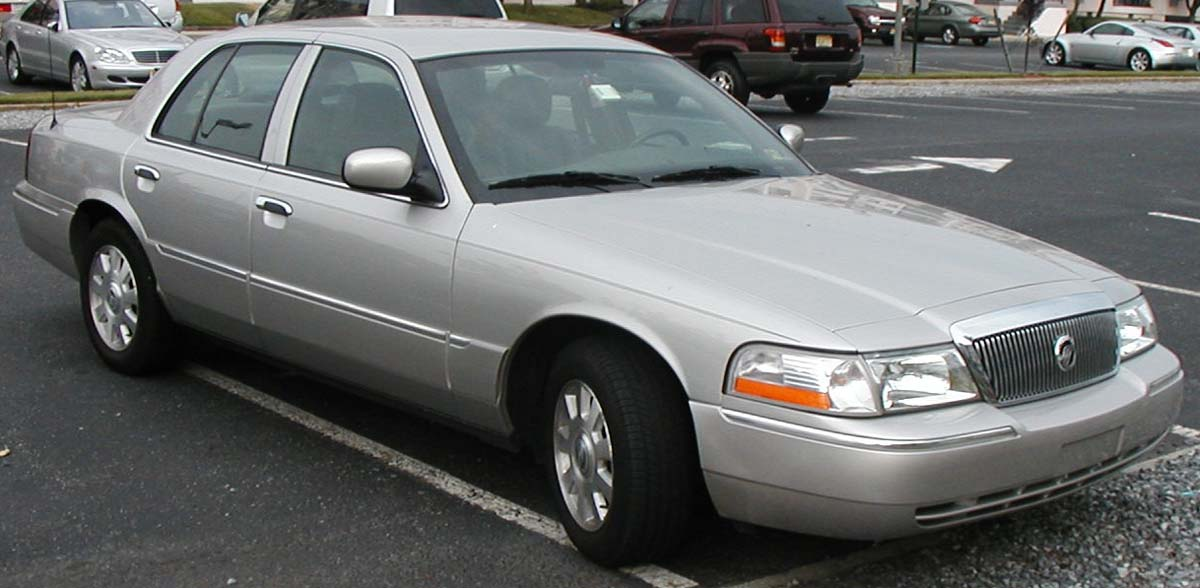
Mercury Grand Marquis IV po liftingu

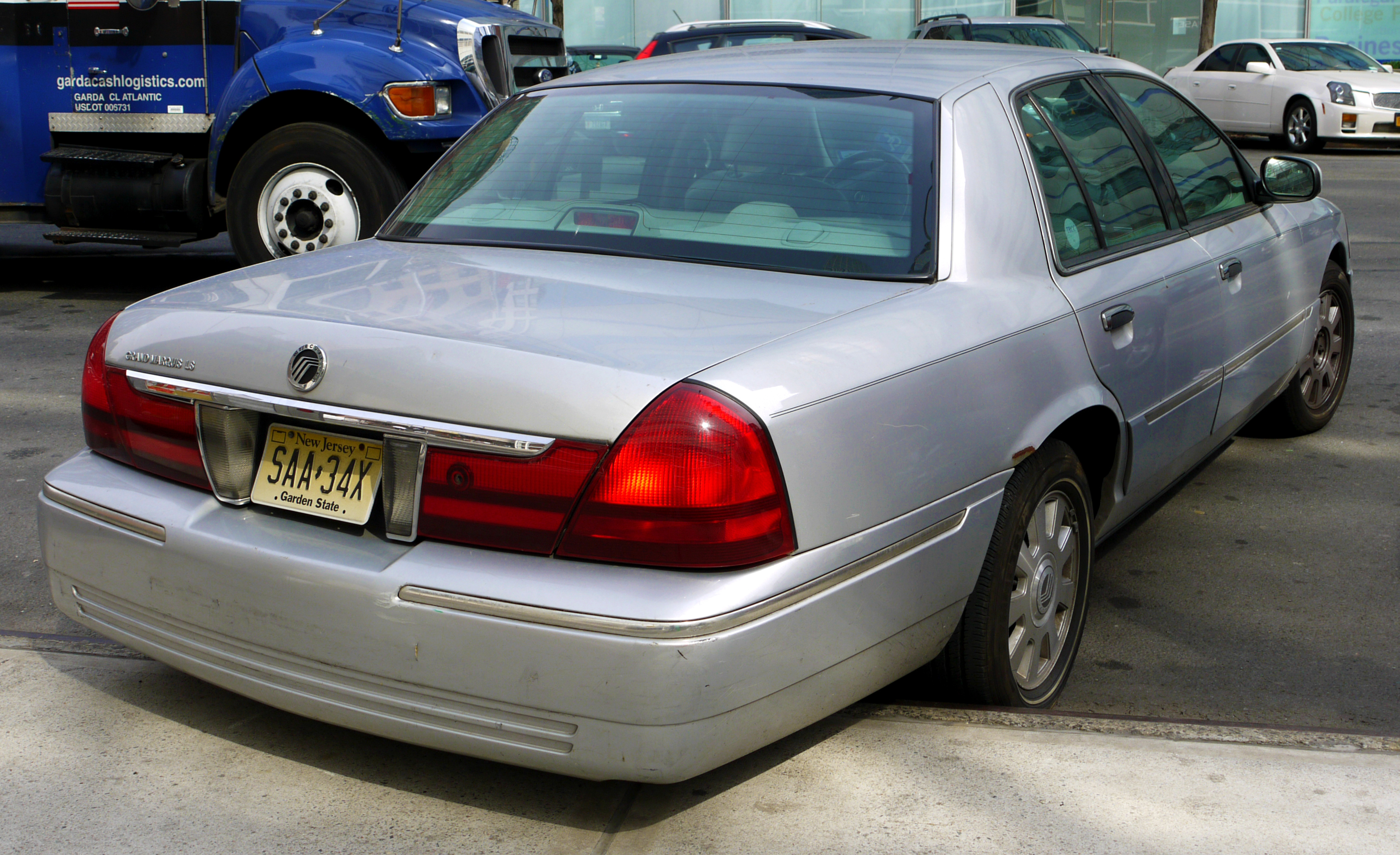
Mercury Grand Marquis III - tył po liftingu

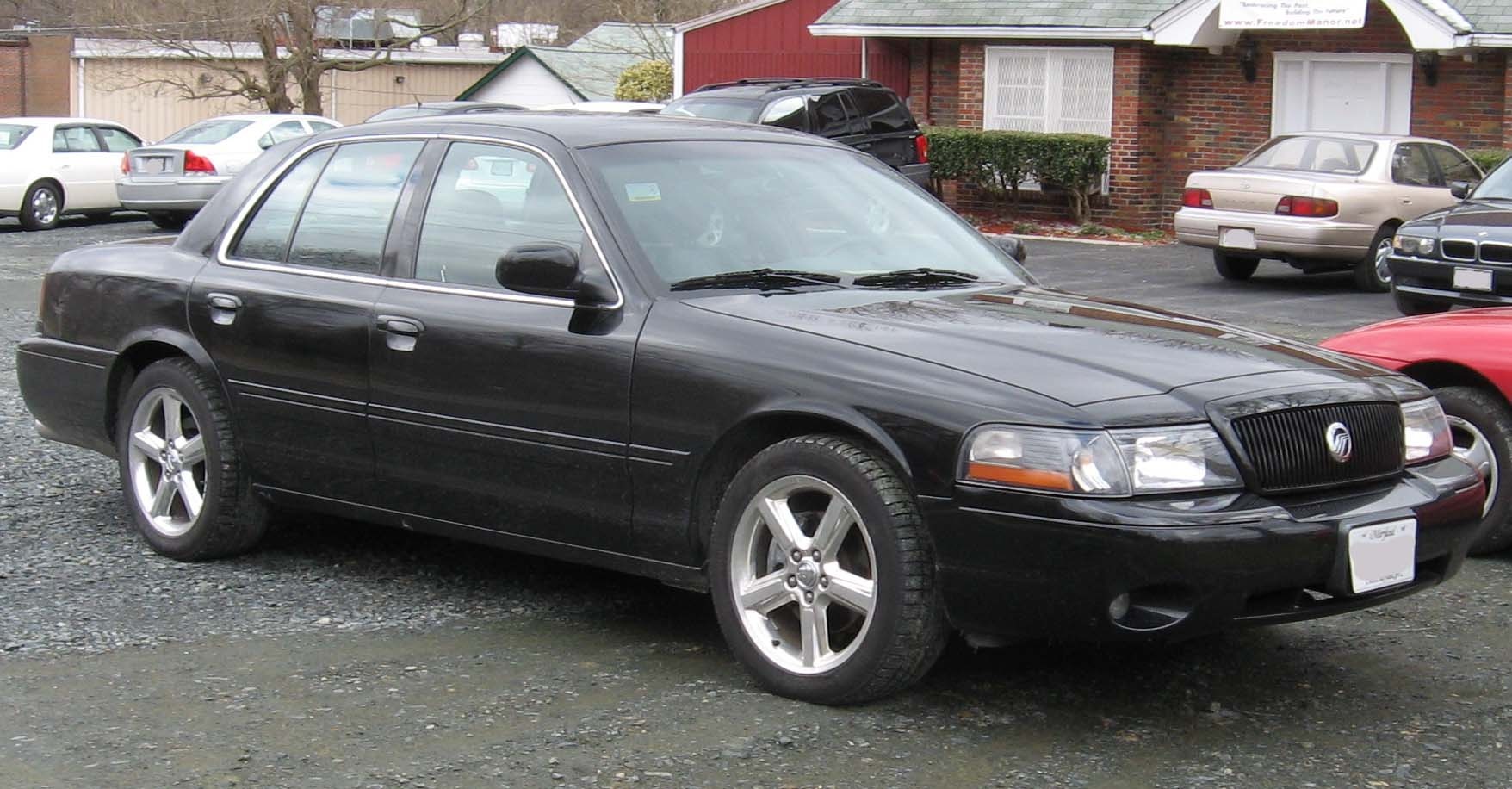
Mercury Marauder

Mercury Grand Marquis III został zaprezentowany po raz pierwszy w 1997 roku.
Trzecia generacja Mercury Grand Marquis została zaprezentowana w 1997 roku, de facto będąc gruntownie zmodernizowanym i zmodyfikowanym poprzednikiem. Co prawda zmieniły się wymiary i rozstaw osi, przez co samochód stał się krótszy i węższy, jednak pokrewieństwo z drugą generacją zdradzała m.in. podobna sylwetka, taki sam kształt drzwi oraz podobna linia okien. Wzorem bliźniaczego Forda Crown Victoria pojawiły się mniej rozłożyste reflektory, a także charakterystyczne, narożne tylne lampy.
W porównaniu do bliźniaczego modelu Forda, Grand Marquis pełnił funkcję bardziej luksusowej i lepiej wyposażonej wersji. Przekładało się to na m.in. inny wystrój wnętrza.

### Lifting
W 2002 roku Grand Marquis III poddany został gruntownej modernizacji, w ramach której gruntownie zmodyfikowano wygląd pasa przedniego. Pojawiły się szersze reflektory, przemodelowane zderzaki i większa, chromowana atrapa chłodnicy z logo producenta umieszczonym na jego środku. Pod tą postacią samochód produkowany był przez kolejne 9 lat, aż do momentu likwidacji marki Mercury na początku 2011 roku.

### Mercury Marauder
W 2002 roku Mercury postanowiło ponownie użyć stosowaną w latach 60. XX wieku nazwę Marauder dla sportowej odmiany Grand Marquisa, która otrzymała mocniejszy silnik V8 i specjalny pakiet stylistyczny. Ponadto, Mercury Marauder wyróżniał się brakiem chromowanych ozdobników nadwozia na rzecz jednolitej kolorystyki, ciemnych wkładów lamp, sportowego ogumienia i innego wzoru zderzaków.

### Silnik
- V8 4.6l Modular